# Sarai Linder
Sarai Linder (* 26. Oktober 1999 in Sinsheim) ist eine deutsche Fußballspielerin. Seit dem 1. Juli 2024 ist sie Vertragsspielerin des VfL Wolfsburg.

## Karriere

### Vereine
Linder begann im Sinsheimer Stadtteilverein SV Hilsbach mit dem Fußballspielen und wechselte im Jahr 2010 zur Jugendabteilung der TSG 1899 Hoffenheim, der sie bis 2016 angehörte und in ihrer letzten Saison in der Staffel Süd der B-Juniorinnen-Bundesliga Punktspiele bestritt.
Zur Saison 2015/16 rückte sie in die zweite Mannschaft auf, für die sie in der 2. Bundesliga Süd in 15 Punktspielen fünf Tore erzielte. Ihr Debüt im Seniorinnenbereich krönte sie am 30. August 2015 (1. Spieltag) beim 4:1-Sieg im Heimspiel gegen den 1. FFC Frankfurt II sogleich mit ihrem ersten Tor, dem Treffer zum Endstand in der 81. Minute. Das Saisonende wurde auf Platz eins gefeiert. Zu ihrem Bundesligadebüt kam sie unerwartet am 30. Oktober 2016 (6. Spieltag) beim 1:0-Sieg im Auswärtsspiel gegen Bayer 04 Leverkusen mit Einwechslung in der 88. Minute für Anne Fühner. Von 2017 bis 2020, der ersten Mannschaft angehörig, kam sie in weiteren 46 Punktspielen zum Einsatz, in denen ihr zwei Tore gelangen.
Danach verbrachte sie ein Jahr an der University of Central Florida und wurde als eine von fünf Neuzugängen der Knights, dem Universitäts-Sportteam, begrüßt. In der Spielzeit 2020 bestritt sie vom 14. Februar bis 11. April sieben Spiele.
Nach Deutschland zurückgekehrt, spielte sie erneut ab der Saison 2021/22 für die TSG 1899 Hoffenheim in der Bundesliga. Zur Saison 2024/25 schloss sie sich dem VfL Wolfsburg an und unterschrieb einen bis zum 30. Juni 2027 datierten Vertrag.

### Nationalmannschaft

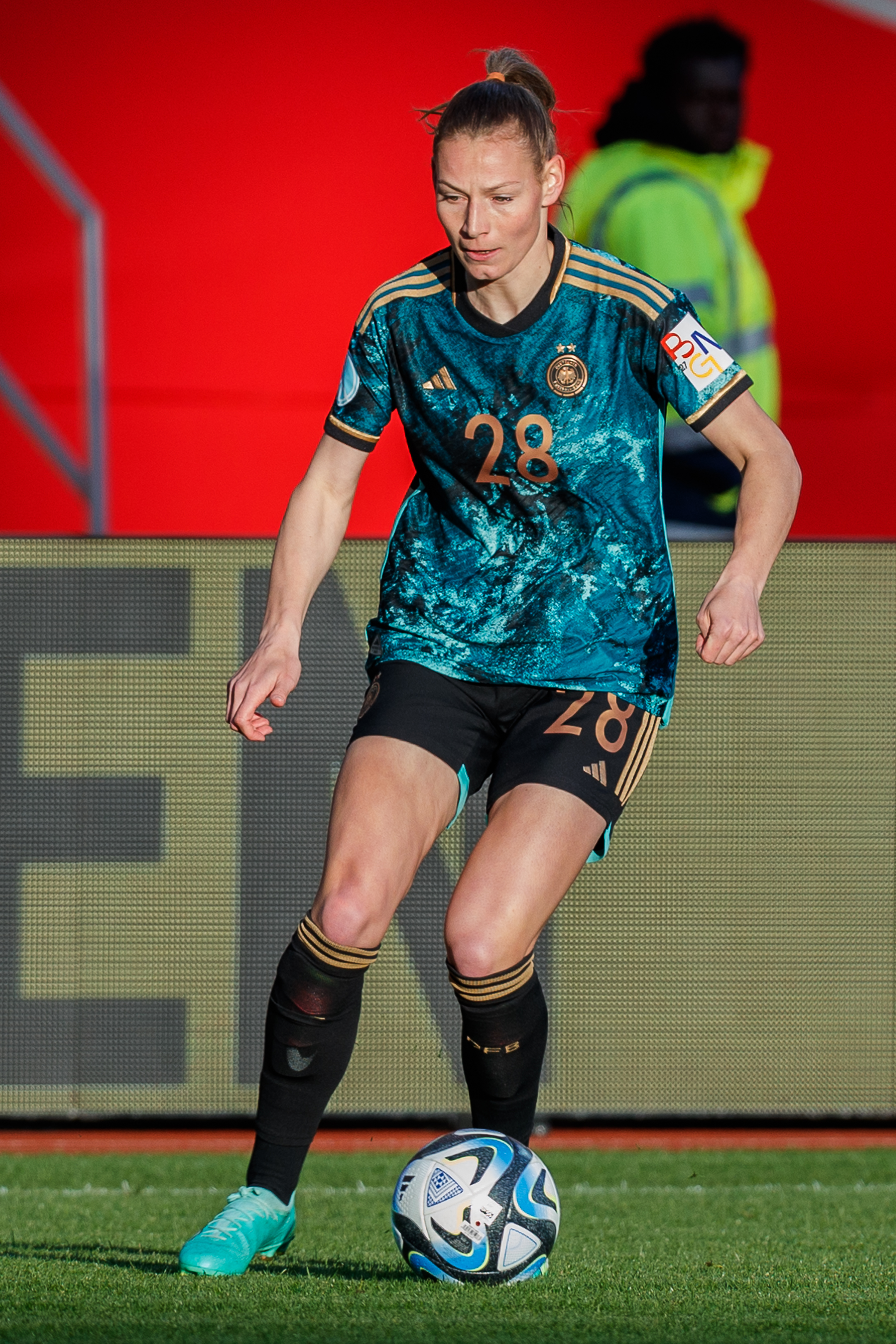
Linder für Deutschland gegen Brasilien (2023)

Linder durchlief innerhalb von fünf Jahren die Nachwuchs-Nationalmannschaften von der Altersklasse U15 bis U19, bevor sie am 18. Oktober 2017 ihr Debüt für die U20-Nationalmannschaft bei der 0:2-Niederlage im Testspiel gegen die Auswahlmannschaft Serbiens gab.
Mit der U17-Nationalmannschaft nahm sie an der vom 4. bis 16. Mai 2016 in Belarus ausgetragenen Europameisterschaft teil, bestritt das erste und dritte Spiel der Gruppe B, das mit 4:3 gegen die Auswahl Englands gewonnene Halbfinale, sowie das mit 3:2 im Elfmeterschießen gewonnene Finale gegen die Auswahl Spaniens.
Bei der U17-Weltmeisterschaft im selben Jahr, bestritt sie die ersten beiden Spiele der Gruppe B und das mit 1:2 gegen die Auswahl Spaniens verlorene Viertelfinale.
Am 11. April 2023 feierte sie bei der 1:2-Niederlage gegen Brasilien in Nürnberg ihr Länderspieldebüt in der A-Nationalmannschaft, als sie zur Halbzeit für Sophia Kleinherne eingewechselt wurde. Mit der Deutschen Frauenfußballnationalmannschaft nahm sie an den Olympischen Sommerspielen 2024 in Paris teil. Da die Mannschaft dort die Bronzemedaille holte, wurden Linder und die anderen Mannschaftsmitglieder am 4. November 2024 vom Bundespräsidenten mit dem Silbernen Lorbeerblatt ausgezeichnet.
Im Juni 2025 wurde sie von Bundestrainer Christian Wück in den Kader der Nationalmannschaft für die EM 2025 berufen. Linder spielte die Gruppenspiele über die volle Distanz und schied im Viertelfinale frühzeitig durch eine Verletzung aus, die ihre Teilnahme am verlorenen Halbfinale gegen Spanien verhinderte.

## Erfolge
- Olympische Bronzemedaille 2024
- U17-Europameister 2016
- Meister 2. Bundesliga Süd 2016